# Bedieningspaneel

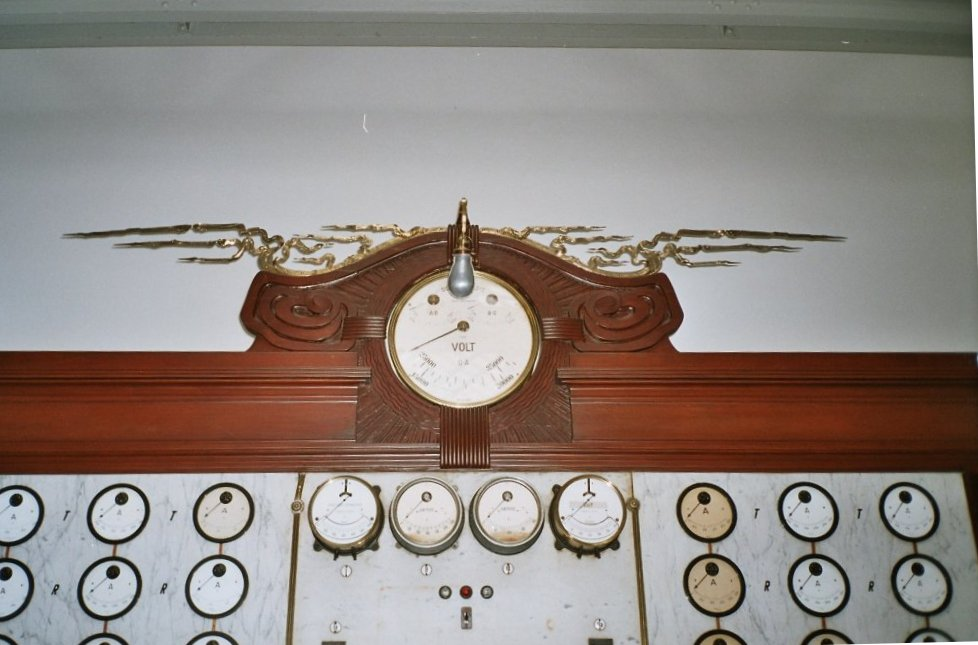
Bedieningspaneel 'Kraftwerk Heimbach' in de Eifel, Duitsland

Een bedieningspaneel is een plaat waarop mogelijk schakelaars, druk- of draaiknoppen, lampen, meters, displays en soms monitoren op gemonteerd zijn ter bediening en uitlezing op gemonteerd zijn. Met het paneel kan men een apparaat, toestel of complexe installatie in een gebouw of een fabriek bedienen. Meerdere panelen worden samengevoegd als nodig tot consoles.     

## Van simpel tot complex

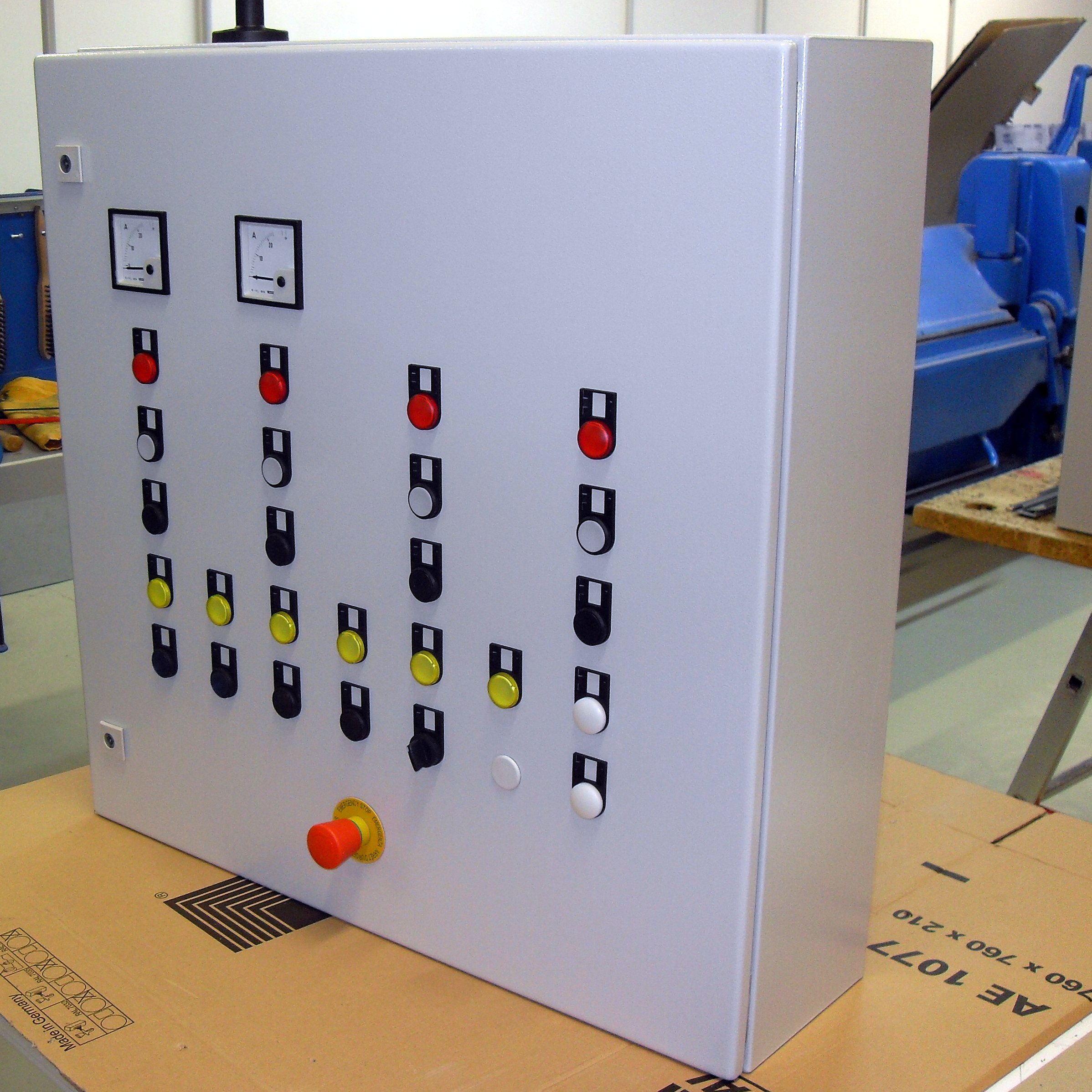
bedieningspaneel met drukknoppen

Een stofzuiger heeft op het bedieningspaneel alleen een aan/uit-schakelaar en soms een vermogensinstelling. Een moderne autoradio beschikt over steeds meer knoppen en een lcd-scherm in een afneembaar frontje. In een gebouw of fabriek worden de te bedienen functies soms indirect bediend. 

### Schakelkast

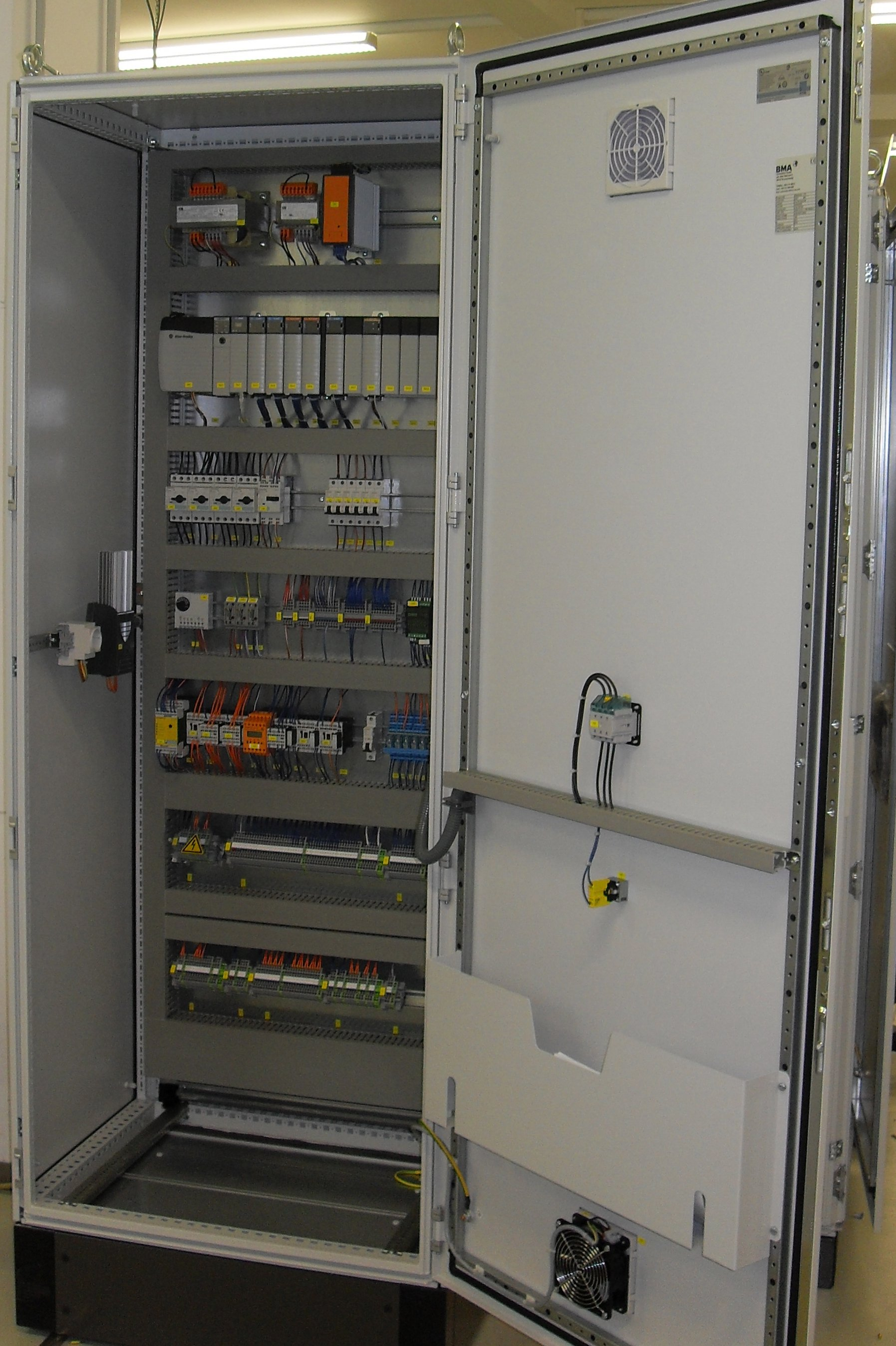
PLC in een schakelkast

De kast kan een relatief simpele verdeelinrichting bevatten met de nodige groepenverdeling met bijbehorende smeltveiligheden en aardlekschakelaars. De diverse schakelaars en apparaten die geplaatst worden in de kast hebben tegenwoordig doorgaans een universele montage aansluiting, de DIN rail bevestiging.

### Aansturing / Regeling
Ook kan zich in de kast de aansturing van elektromotoren bevinden die op hun beurt weer bijvoorbeeld pompen aandrijven. De motoren kunnen aangestuurd of geregeld worden. Het verschil hiertussen is dat bij een regeling terugkoppeling plaatsvindt. Het stuur- of regelcircuit zorgt voor bekrachtiging van relais en/of contactors die een combinatie hebben van maak- en/of verbreekcontacten. Het circuit kan bediend worden door enkele drukknoppen waarbij de status aangegeven wordt door controlelampen. Ook kan het circuit een Programmable Logic Controller (PLC) bevatten die gegevens krijgt van diverse signaalopnemers.